# Eilema ekeikei
Eilema ekeikei är en fjärilsart som beskrevs av George Thomas Bethune-Baker 1904. Eilema ekeikei ingår i släktet Eilema och familjen björnspinnare. Inga underarter finns listade i Catalogue of Life.